# Мартин Димитров (футболист, р. 1996)
Вижте пояснителната страница за други личности с името Мартин Димитров.
Мартин Димитров е български футболист, вратар, който играе за Царско село (София) като преотстъпен от Ботев (Пловдив).

## Кариера

### Ботев Пловдив
Димитров започва юношеската си кариера с Марица Пловдив, преди да премине в Ботев Пловдив. На 24 април 2016 г., той дебютира за отбора в местното дерби срещу Локомотив Пловдив. 

### Несебър
На 16 юни 2017 г. той преминава под наем в Марица Пловдив , но по-късно сделката е отменена и той преминава в отбора на Несебър .

## Успехи
Ботев (Пловдив)
- Купа на България: 2016/17